# Pomorski Szlak Kulinarny
Szlak kulinarny Pomorza (Gdańsk-Pomorskie Culinary Prestige) – turystyczny szlak kulinarny na terenie województwa pomorskiego.

## Charakterystyka

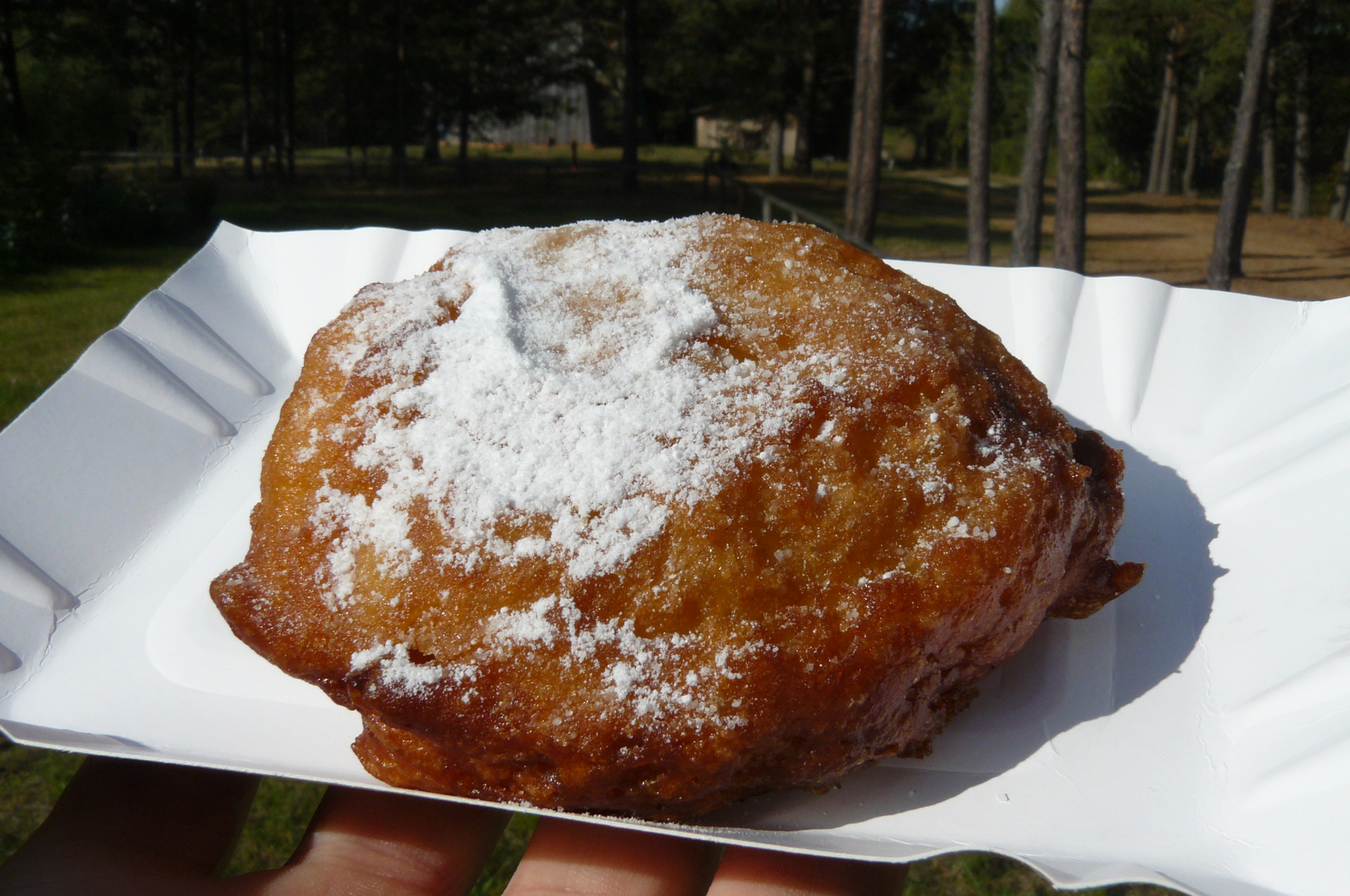
Ruchanka we wdzydzkim skansenie

Produkt turystyczny został stworzony celem promocji kuchni kaszubskiej oraz dań z ryb pochodzących z Bałtyku. Celem projektu było także ocalenie od zapomnienia i wykorzystanie dziedzictwa kulturowego, jakim jest tradycyjna i regionalna kuchnia Pomorza. Koordynatorem projektu jest Pomorska Regionalna Organizacja Turystyczna, a szlak obejmuje restauracje serwujące dania w filozofii slow food. Sezonowo organizowane są różnego rodzaju spotkania i festiwale, m.in. Noc Restauracji, Sopot od kuchni (Slow Food Festival), Święto Szparagów, Chmielaton, Festiwal Żurawiny, Truskawkobranie, Pomorska Gęsina na Świętego Marcina czy Festiwal Pomuchla. 

## Obiekty
Na szlaku znajdują się obiekty z następujących miejscowości:

- Bytów,
- Charzykowy,
- Czarne,
- Człuchów,
- Debrzno,
- Hel,
- Miastko,
- Nowy Dwór Gdański,
- Otomin,
- Pruszcz Gdański,
- Słupsk,
- Silno,
- Sobowidz,
- Trzebielino,
- Tuchomie.